# Jean Reynier
Jean Louis Ebénézer Reynier (Losanna, 14 gennaio 1771 – Parigi, 27 febbraio 1814) è stato un generale francese, che combatté le guerre rivoluzionarie francesi e quelle napoleoniche, raggiungendo il comando di un corpo d'armata sotto Napoleone nelle campagne del 1812 e del 1813.

## Biografia

### La Rivoluzione francese
Reynier si unì all'esercito francese nel 1792 in qualità di fuciliere e combatté nella battaglia di Jemappes nello stesso anno. Ricevette la promozione a generale di brigata a gennaio del 1795. Fu capo di stato maggiore del generale Jean Moreau nel 1796 e divenne quindi ben presto generale di divisione. Partecipò alla spedizione egiziana di Napoleone nel 1798 e comandò una divisione dell'Armata d'Oriente nella battaglia delle piramidi, nell'assedio di al-Arish e nell'assedio di San Giovanni d'Acri. Dopo di ciò, sotto il comando di Jacques François Menou, partecipò all'opera di difesa dalla controinvasione britannica del 1801. La sua divisione, pur presente, non fu coinvolta dei combattimenti della battaglia di Alessandria. Dopo il ritorno in Francia, Reynier uccise in duello un generale suo commilitone e scomparve per un po' di tempo.
A Parigi fu tra i fondatori, nel 1801, dell'"Ordre des Sophisiens", che riuniva solamente massoni col grado di Maestro.

### Il primo Impero
Reynier combatté nell'armata del maresciallo Andrea Massena nel 1805 in Italia. Il 24 novembre la II divisione, che era al suo comando, catturò 4.400 austriaci del principe Viktor Rohan presso Castelfranco Veneto.
Nel 1806 partecipò alla conquista del Regno di Napoli, ed in particolare alla conquista della Calabria ed alla lotta contro l'Insurrezione calabrese. Sconfisse l'armata dei Borboni nella battaglia di Campotenese: questa vittoria aiutò Napoleone a mettere sul trono dell'appena creato Regno di Napoli napoleonico suo fratello Giuseppe Bonaparte. Successivamente, il 1º luglio dello stesso anno, un corpo di spedizione inglese inflisse alle forze comandate da Reynier una pesante sconfitta nella battaglia di Maida. Reynier si riscattò l'anno successivo battendo le forze borboniche al comando del principe Luigi d'Assia-Philippsthal nella battaglia di Mileto; fu inoltre al servizio di re Giuseppe come ministro della guerra e della marina.
Nella battaglia di Wagram (1809) Reynier comandò l'artiglieria sull'isola di Lobau, aiutando così a fermare l'attacco dell'ala destra dell'armata di Klenau. Fu quindi inviato nella penisola iberica dove, sempre al comando di Massena, comandò il II Corpo nelle battaglie di Buçaco e Sabugal in Portogallo e nella battaglia di Fuentes de Oñoro in Spagna. Nel 1811 fu creato conte dell'Impero.
Durante la campagna di Russia del 1812, Reynier guidò il VII Corpo che era composto da sassoni. Insieme ad una forza alleata austriaca al comando del principe Karl Philipp Schwarzenberg, operò bene a sud dei combattimenti principali. Dopo aver combattuto battaglie non decisive contro i russi a Gorodeczna e a Wolkowysk, si ritirò quando apprese del disastro occorso all'armata principale.
Durante il 1813, sempre al comando del corpo sassone con in più aggregata una divisione francese, Reynier combatte le battaglie di Bautzen, Grossbeeren e Dennewitz. Nella decisiva battaglia di Lipsia, le truppe sassoni cambiarono improvvisamente schieramento. Reynier fu intrappolato e catturato a causa di un ponte caduto in mano nemica molto velocemente. Ritornò in Francia dopo uno scambio di prigionieri nel febbraio 1814 ma morì due settimane dopo e la sua salma fu inumata Pantheon di Parigi.
Il suo nome è scritto sull'Arco di Trionfo di Parigi al pilastro sud, colonna 24.

### Vita privata
Jean Reynier sposò Marie-Lovely (1794 - 1821), figlia di Barthélémy François Rolland de Chambaudoin, prefetto del dipartimento dell'Eure, dalla quale ebbe una figlia, Louise (1814-1830).